# Helena Lima
Maria Helena Teixeira Lima (Araguatins, 30 de março de 1976), mais conhecida como Helena da Asatur, é uma empresária e política brasileira.

## Biografia
Nascida em Tocantins e filha de uma dona de casa e um agricultor, chegou a Roraima com 5 anos e se criou em São João da Baliza. Formada em Direito, também é bióloga, especialista em Meio Ambiente e empresária, atuando no setor de transporte de passageiros há 20 anos. A sua empresa, a ASATUR Turismo, criada em outubro de 2001, tem como principal trecho a linha Boa Vista-Manaus e também trabalha com fretamento e locação de veículos. Se declara evangélica e "defensora dos direitos da saúde e da mulher". Nas eleições de 2022 se candidatou como deputada federal por Roraima, sendo eleita com 15.848 votos, segunda mais votada na disputa estadual e única mulher em representação do estado na Câmara dos Deputados da 57ª Legislatura (2023-2027).